# Альейра
Альейра (порт. alheira) — португальская колбаса, которая в настоящее время изготавливается из различных видов мяса: обычно из телятины, утиного мяса, курятины или крольчатины с добавлением хлеба. Первоначально такие колбасы изготавливались португальскими евреями, опасавшимися преследований со стороны местной инквизиции. Альейры по своему внешнему виду были похожи на распространённые на Пиренейском полуострове колбасы из свинины, но приготавливались из кошерных компонентов, что позволяло иудеям втайне сохранять свою религию и обычаи. Впоследствии такие колбасы стали блюдом португальской национальной кухни, утратив первоначальную кошерность ингредиентов.

## История

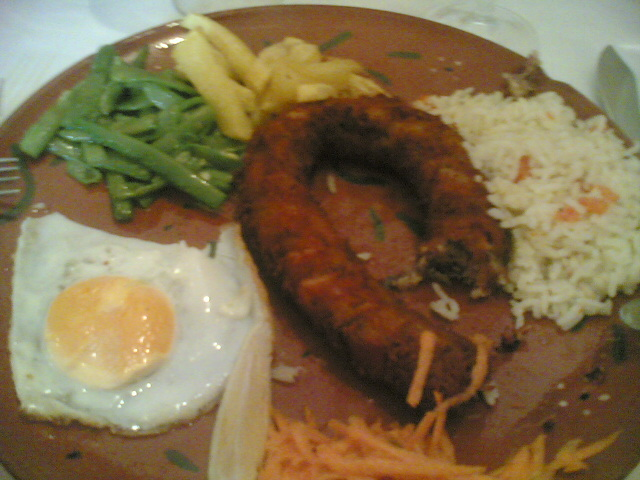
Жареная альейра из Миранделы

Альейра была создана португальскими евреями как способ обмануть местную инквизицию. В 1492 году, когда после окончания Реконкисты испанский король Фердинанд II Арагонский и его жена Изабелла I Кастильская изгнали из Гранады последнего мавританского властителя с Пиренейского полуострова, они стали принимать жёсткие меры в отношении исповедующих иудаизм и ислам с целью принудить их перейти в католичество. В результате представители этих нехристианских религий подверглись гонениям и были вынуждены бежать в более веротерпимые регионы. В результате этих действий тысячи евреев были изгнаны испанской инквизицией из страны, и многие религиозные беженцы осели в более толерантной Португалии. Однако через несколько лет ситуация повторилась и иудеев стали также принуждать либо принять католичество, либо же переселиться в другие страны. Чтобы спастись от притеснений и смерти, многие формально приняли христианство, при показном исполнении католических обычаев, но скрытно от посторонних продолжали исповедовать иудаизм, что получило название криптоиудаизм. В 1536 году по просьбе короля Жуана III, опасавшегося последствий криптоиудаизма, была утверждена португальская инквизиция, которая направила основную часть своей деятельности на искоренение иудаизма.

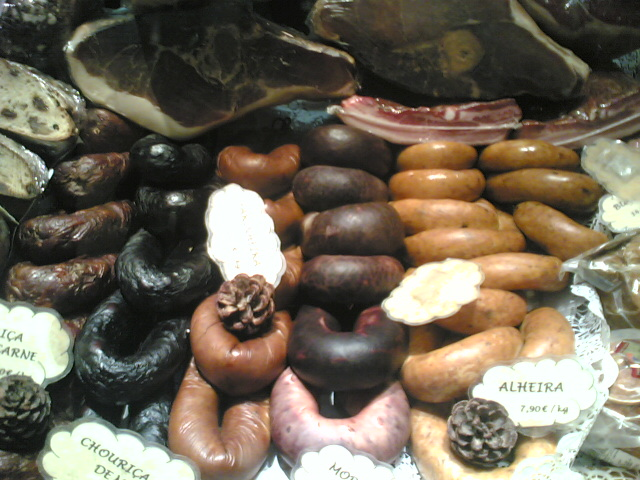
Португальские колбасы. Альйера — справа

Религия не позволяет евреям есть свинину (см. кашрут), поэтому их было легко узнать по тому факту, что они не готовили свиных колбас (чоризо) и не коптили их в коптильнях. Поэтому евреи заменили свинину в колбасах разными другими видами мяса, такими как телятина, индюшатина, утиное мясо, курятина и иногда мясо куропаток, смешивая их с хлебным тестом для улучшения консистенции. В связи с тем, что с точки зрения Галахи при изготовлении колбасы нельзя использовать также и свиные кишки, они приготавливались без оболочки. Криптоиудеи демонстрировали, что они изготавливают и употребляют колбасы, внешне похожие на местные, их вывешивали у всех на виду, чтобы христиане не заподозрили, что евреи не едят свинину, и это создавало впечатление, что они действительно отреклись от своих обычаев.
В дальнейшем этот рецепт распространился и среди христиан, которые стали добавлять в альейру свинину. Современная альейра стала популярным блюдом португальской национальной кухни, утратив первоначальную кошерность ингредиентов, поскольку в настоящее время может состоять из каких угодно мясных компонентов от свинины до дичи, а кроме того может быть и вовсе вегетарианской. Альейру обычно жарят в оливковом масле и подают с отварными овощами и картофелем, часто с яичницей. Хотя название «альейра» происходит от местного наименования чеснока (порт. alho) и когда-то использовалось для собирательного описания любой колбасы, в которую входила эта приправа, не все современные альйеры содержат чеснок, хотя он всё ещё является распространённым ингредиентом.
В настоящее время наиболее знамениты альейры, изготовленные в городе Мирандела, а также альейры из провинций Бейра-Алта и Траз-уж-Монтиш. Местные разновидности португальской колбасы со статусом, которые охраняются Защищённым географическим указанием (PGI, англ. protected geographical indication) включают в себя альйеру из муниципалитета Виньяйш, а также региона Баррозу (порт. Barroso; Terras de Barroso) образованного муниципалитетами Ботикаш и Монталегри. В 2011 году жители проголосовали за то, чтобы признать её одним из семи гастрономических чудес Португалии.